# بخش گلزار
بخش گلزار یکی از بخش‌های شهرستان بردسیر در استان کرمان ایران است.

## جمعیت
براساس سرشماری مرکز آمار ایران در سال ۱۳۹۵، جمعیت بخش گلزار ۸۲۷۱ نفر بوده‌است.

## تقسیمات کشوری
- بخش گلزار
  - دهستان گلزار
  - دهستان شیرینک